# Titus Petronius Secundus
Titus Petronius Secundus (40-97) was van 94 tot 96 onder keizer Domitianus prefect van de Romeinse keizerlijke lijfwacht, die bekendstaat als de pretoriaanse garde. Zijn collega in deze functie was Titus Flavius Norbanus.
Voorafgaand aan zijn pretoriaans prefectschap was Petronius in de jaren 92 en 93 gouverneur van de provincie Egypte geweest.
Volgens antieke bronnen was Petronius een van de regeringsfunctionarissen die betrokken was bij de samenzwering die op 18 september 96 aan de basis lag van de moord op keizer Domitianus. Na de opvolging door keizer Nerva werd Petronius ontslagen als pretoriaans prefect. Het werd hem wel toegestaan zich buiten Rome terug te trekken.
De steun voor Domitianus bleef echter sterk in het leger. Ontevredenheid over de gang van zaken leidde uiteindelijk tot een opstand, waarbij de pretoriaanse garde, nu geleid door Casperius Aelianus, het keizerlijk paleis omsingelde en keizer Nerva als het ware in gijzeling nam. Nerva werd gedwongen gehoor te geven aan hun eisen en degenen die verantwoordelijk waren voor de moord van Domitianus uit te leveren. De revolte was dus succesvol. Titus Petronius Secundus werd door de pretorianen vermoord.